# Свободен играч
„Свободен играч“ (на английски: Free Guy) е американски научнофантастична екшън комедия от 2021 година на режисьор Шон Леви, по сценарий на Мат Лийбърман и Зак Пен, и по сюжета на Лийбърман. Във филма участват Райън Рейнолдс, Джоди Комър, Лил Рел Хауъри, Уткарш Амбудкар, Джо Киъри и Тайка Уатити.